# 永兴街道 (永善县)
永兴街道，是中华人民共和国云南省昭通市永善县下辖的一个街道。
2021年3月18日，云南省人民政府批复同意撤销溪洛渡镇，析置溪洛渡街道和永兴街道，9月1日正式成立。

## 行政区划
永兴街道下辖以下地区：
景新社区、校园社区、农场社区、振兴社区、桐堡社区、佛滩社区、双凤村、双屯村、玉笋村、吞都村、田坝村、明子村、顺河村、马路村、新春村和水田村。